# Stanisław Rydzoń
Stanisław Rydzoń (ur. 8 marca 1950 w Brzezince) – polski polityk i prawnik, radca prawny, poseł na Sejm IV, V i VI kadencji.

## Życiorys
Absolwent Liceum Ogólnokształcącego im. Stanisława Konarskiego w Oświęcimiu. Ukończył w 1972 studia na Wydziale Prawa i Administracji Uniwersytetu Jagiellońskiego w Krakowie. Pracował jako kierownik Cechu Rzemiosł Różnych w Oświęcimiu w latach 1979–1989. Następnie prowadził kancelarię radcy prawnego. Od 1984 do 1988 pełnił funkcję radnego Wojewódzkiej Rady Narodowej w Bielsku-Białej, od 1994 do 1998 był przewodniczącym rady gminy wiejskiej Oświęcim, następnie do 2001 radnym powiatu oświęcimskiego.
Od 1972 był członkiem Zjednoczonego Stronnictwa Ludowego, następnie Polskiego Stronnictwa Ludowego. W wyborach parlamentarnych w 1997 bez powodzenia ubiegał się o mandat poselski z listy tej partii w województwie bielskim. Później przystąpił do Sojuszu Lewicy Demokratycznej, wszedł członkiem władz krajowych i regionalnych SLD.
W 2001 i 2005 uzyskiwał mandat poselski w okręgu chrzanowskim. Od 2003 do 2004 był członkiem sejmowej komisji śledczej badającej sprawę Lwa Rywina. W wyborach parlamentarnych w 2007 po raz trzeci został posłem, kandydując z listy koalicji Lewica i Demokraci i otrzymując 11 110 głosów. W kwietniu 2008 zasiadł w Klubie Poselskim Lewica, który we wrześniu 2010 przekształcono w KP SLD. W 2011 nie utrzymał mandatu poselskiego. W 2014 także bez powodzenia kandydował do sejmiku małopolskiego, a rok później wystartował do Sejmu z ramienia Zjednoczonej Lewicy. W 2018 i 2024 wystartował na radnego powiatu oświęcimskiego.